# Tommaso Portinari

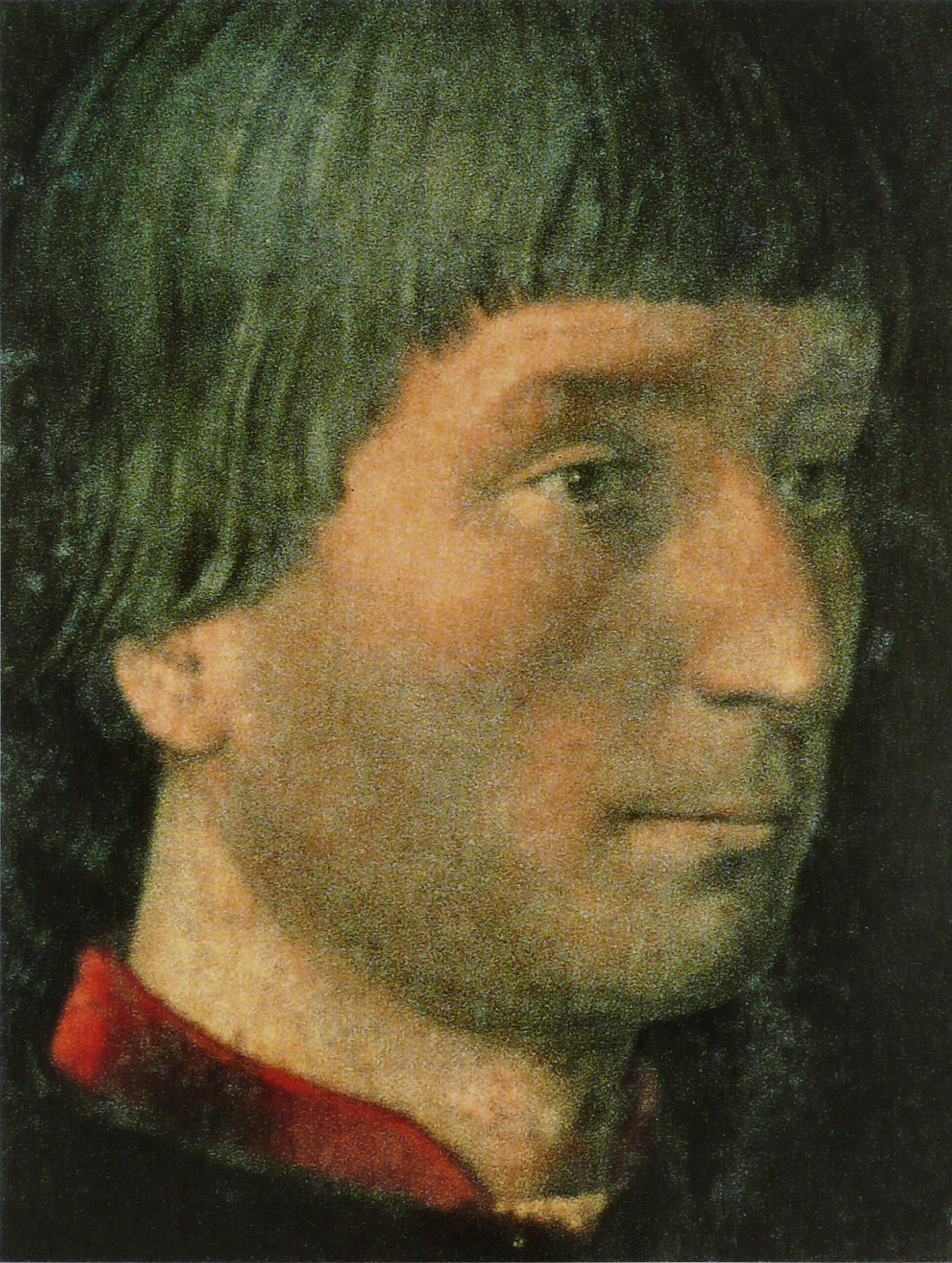
Tommaso Portinari, detail van het Portinari-altaar

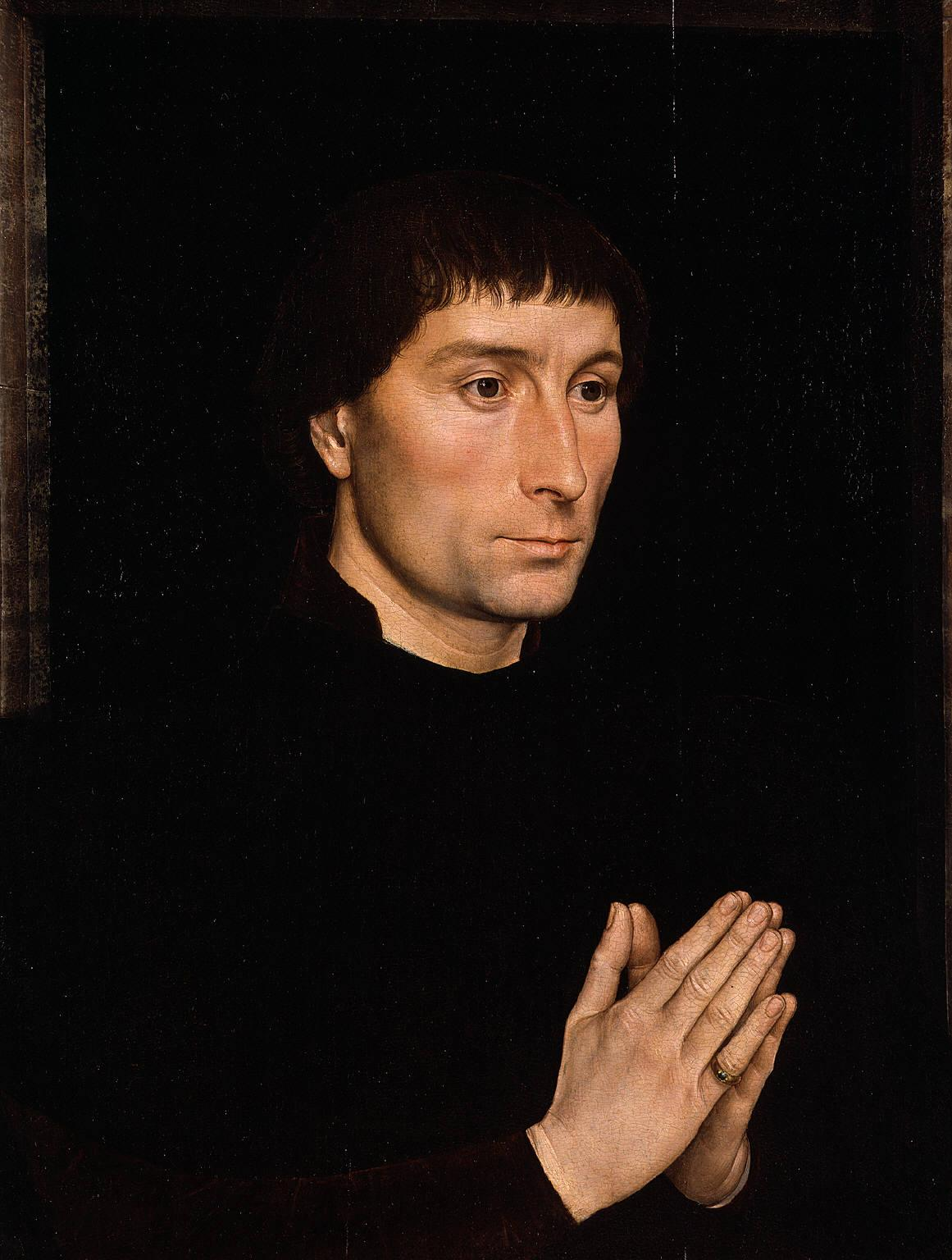
Tommaso Portinari (Metropolitan Museum of Art, New York)

Tommaso Portinari (1432 – 1501) was een Florentijnse bankier. Hij had een filiaal van de de' Medici-bank te Brugge. Van hem werd een dubbelportret gemaakt door Hans Memling, bewaard in het Metropolitan Museum of Art te New York , waarop ook zijn vrouw Maria Baroncelli afgebeeld staat. Portinari werd ook vereeuwigd op het Portinari-altaar door Hugo van der Goes.
Als belangrijke geldschieters van de Bourgondische hertogen huurden de de' Medici te Brugge het hof Bladelin, dat ingericht werd als bank van de de' Medici. Piero de' Medici, zoon van Cosimo, liet er een vleugel bijbouwen. Tommaso Portinari bewoonde dit Brugse patriciërshuis van 1479 tot 1497. Hij schonk aan de Sint-Jakobskerk te Brugge een tondo met Maria en kind van de Italiaanse beeldhouwer Luca della Robbia. Portinari ging failliet doordat hij grote sommen had uitgeleend aan Karel de Stoute en Maximiliaan van Oostenrijk. Hij vertrok in 1497 uit Brugge. Tommaso Portinari was een grote liefhebber van Vlaamse kunst. Zo werd het Portinari-altaar in zijn opdracht geschilderd door Hugo van der Goes.